# حنا شفارتز
حنا شفارتز (بالألمانية: Hanna Schwarz )‏ (و. 1943  م) هي مغنية، ومغنية أوبرا، وأستاذة جامعية ألمانية، ولدت في هامبورغ.

## التعليم
تعلمت في Folkwang University of the Arts ‏، وجامعة هانوفر للموسيقى والدراما والإعلام ‏.

## وصلات خارجية
- حنا شفارتز على موقع IMDb (الإنجليزية)
- حنا شفارتز على موقع ميوزك برينز (الإنجليزية)
- حنا شفارتز على موقع أول ميوزيك (الإنجليزية)
- حنا شفارتز على موقع ديسكوغز (الإنجليزية)
- حنا شفارتز على موقع قاعدة بيانات الفيلم (الإنجليزية)
- حنا شفارتز في قاعدة بيانات الأفلام على الإنترنت